# 1585 год
1585 (ты́сяча пятьсо́т во́семьдесят пя́тый) год  по григорианскому календарю — невисокосный год, начинающийся во вторник. Это 1585 год нашей эры, 5‑й год 9‑го десятилетия XVI века 2‑го тысячелетия, 6‑й год 1580‑х годов. Он закончился 440 лет назад.
| Пн | Вт | Ср | Чт | Пт | Сб | Вс |
|    | 1  | 2  | 3  | 4  | 5  | 6  |
| 7  | 8  | 9  | 10 | 11 | 12 | 13 |
| 14 | 15 | 16 | 17 | 18 | 19 | 20 |
| 21 | 22 | 23 | 24 | 25 | 26 | 27 |
| 28 | 29 | 30 | 31 |    |    |    |

| Пн | Вт | Ср | Чт | Пт | Сб | Вс |
|    |    |    |    | 1  | 2  | 3  |
| 4  | 5  | 6  | 7  | 8  | 9  | 10 |
| 11 | 12 | 13 | 14 | 15 | 16 | 17 |
| 18 | 19 | 20 | 21 | 22 | 23 | 24 |
| 25 | 26 | 27 | 28 |    |    |    |

| Пн | Вт | Ср | Чт | Пт | Сб | Вс |
|    |    |    |    | 1  | 2  | 3  |
| 4  | 5  | 6  | 7  | 8  | 9  | 10 |
| 11 | 12 | 13 | 14 | 15 | 16 | 17 |
| 18 | 19 | 20 | 21 | 22 | 23 | 24 |
| 25 | 26 | 27 | 28 | 29 | 30 | 31 |

| Пн | Вт | Ср | Чт | Пт | Сб | Вс |
| 1  | 2  | 3  | 4  | 5  | 6  | 7  |
| 8  | 9  | 10 | 11 | 12 | 13 | 14 |
| 15 | 16 | 17 | 18 | 19 | 20 | 21 |
| 22 | 23 | 24 | 25 | 26 | 27 | 28 |
| 29 | 30 |    |    |    |    |    |

| Пн | Вт | Ср | Чт | Пт | Сб | Вс |
|    |    | 1  | 2  | 3  | 4  | 5  |
| 6  | 7  | 8  | 9  | 10 | 11 | 12 |
| 13 | 14 | 15 | 16 | 17 | 18 | 19 |
| 20 | 21 | 22 | 23 | 24 | 25 | 26 |
| 27 | 28 | 29 | 30 | 31 |    |    |

| Пн | Вт | Ср | Чт | Пт | Сб | Вс |
|    |    |    |    |    | 1  | 2  |
| 3  | 4  | 5  | 6  | 7  | 8  | 9  |
| 10 | 11 | 12 | 13 | 14 | 15 | 16 |
| 17 | 18 | 19 | 20 | 21 | 22 | 23 |
| 24 | 25 | 26 | 27 | 28 | 29 | 30 |

| Пн | Вт | Ср | Чт | Пт | Сб | Вс |
| 1  | 2  | 3  | 4  | 5  | 6  | 7  |
| 8  | 9  | 10 | 11 | 12 | 13 | 14 |
| 15 | 16 | 17 | 18 | 19 | 20 | 21 |
| 22 | 23 | 24 | 25 | 26 | 27 | 28 |
| 29 | 30 | 31 |    |    |    |    |

| Пн | Вт | Ср | Чт | Пт | Сб | Вс |
|    |    |    | 1  | 2  | 3  | 4  |
| 5  | 6  | 7  | 8  | 9  | 10 | 11 |
| 12 | 13 | 14 | 15 | 16 | 17 | 18 |
| 19 | 20 | 21 | 22 | 23 | 24 | 25 |
| 26 | 27 | 28 | 29 | 30 | 31 |    |

| Пн | Вт | Ср | Чт | Пт | Сб | Вс |
|    |    |    |    |    |    | 1  |
| 2  | 3  | 4  | 5  | 6  | 7  | 8  |
| 9  | 10 | 11 | 12 | 13 | 14 | 15 |
| 16 | 17 | 18 | 19 | 20 | 21 | 22 |
| 23 | 24 | 25 | 26 | 27 | 28 | 29 |
| 30 |    |    |    |    |    |    |

| Пн | Вт | Ср | Чт | Пт | Сб | Вс |
|    | 1  | 2  | 3  | 4  | 5  | 6  |
| 7  | 8  | 9  | 10 | 11 | 12 | 13 |
| 14 | 15 | 16 | 17 | 18 | 19 | 20 |
| 21 | 22 | 23 | 24 | 25 | 26 | 27 |
| 28 | 29 | 30 | 31 |    |    |    |

| Пн | Вт | Ср | Чт | Пт | Сб | Вс |
|    |    |    |    | 1  | 2  | 3  |
| 4  | 5  | 6  | 7  | 8  | 9  | 10 |
| 11 | 12 | 13 | 14 | 15 | 16 | 17 |
| 18 | 19 | 20 | 21 | 22 | 23 | 24 |
| 25 | 26 | 27 | 28 | 29 | 30 |    |

| Пн | Вт | Ср | Чт | Пт | Сб | Вс |
|    |    |    |    |    |    | 1  |
| 2  | 3  | 4  | 5  | 6  | 7  | 8  |
| 9  | 10 | 11 | 12 | 13 | 14 | 15 |
| 16 | 17 | 18 | 19 | 20 | 21 | 22 |
| 23 | 24 | 25 | 26 | 27 | 28 | 29 |
| 30 | 31 |    |    |    |    |    |

## События
- 1493—1593 — Столетняя хорватско-османская война. Серия вооружённых конфликтов между Королевством Хорватия и Османской империей[1].
- 1507—1622 — Португало-персидская война. Ряд вооружённых конфликтов между колониалистской Португалией и вассальным Ормузом, с одной стороны, и Сефевидской империей, поддерживаемой англичанами, с другой[2].
- 1511—1641 — Малайско-португальская война. Вооружённый конфликт XVI-XVII веков, в котором Малаккский султанат при поддержке империи Мин, Голландской Ост-Индской компании (с 1607) и Джохора безуспешно сопротивлялся Португальской империи, стремившейся захватить Малакку и установить контроль над торговлей между Индией и Китаем[3].
- 1566—1609 — первый этап Нидерландской буржуазной революции (Восьмидесятилетняя война). Религиозно-идеологическая, политическая и социально-экономическая борьба Семнадцати провинций за независимость от испанского владычества[4].
  - 1584—1585 — осада Антверпена[5].
  - Сентябрь — граф Лестер вступил в обязанности правителя Нидерландов и стал проводить проанглийскую политику. Взятие испанцами Брюсселя и (после ожесточённого сопротивления) Антверпена.
  - 4—8 декабря — битва при Эмпеле[6].
- 1578—1590 — Турецко-персидская война[7].
- 1580—1589 — Португало-турецкая война[8].
- 1583—1588 — Кёльнская война[9].
- 1584—1585 — английский пират Уолтер Ралей исследовал часть восточного побережья Северной Америки, названную им Виргинией, и основал там первую английскую колонию.
- 1584—1589 — Календарные беспорядки. Столкновения в Риге между городским патрициатом и бюргерской оппозицией[10].
- 1585—1604 — Англо-испанская война[11].
  - 11—28 ноября — захват Сантьягу[12].
- 1585—1598 — Восьмая гугенотская война[13].
  - 7 июля — Немурский договор. Подписан в Немуре  между королевой-матерью Франции Екатериной Медичи, действовавшей от имени короля, и представителями герцогов де Гиз, в том числе Карлом III Лотарингским). Екатерина после заключения договора поспешила в Сен-Мор-дез-Фоссе, где 13 июля был подписан договор между королем Генрихом III и лидерами Католической лиги, в том числе Генрихом де Гиз. На короля было оказано давление со стороны членов Католической лиги, вынудивших его подписать соглашение, которое было признано современниками как повод к возобновлению французских религиозных войн[14].
- 1585—1586 — на окраине запустевшего города Каракорум, на его южной окраине, основан первый в Монголии буддийский монастырь — Эрдэни-Дзу[15].
- Падишах Акбар I снижает ставки земельных податей из-за низких цен на зерно (1585, 1586, 1588, 1590).
- Католическая лига превратилась в широкую конфедерацию северных городов и дворянства во главе с Генрихом Гизом.
- Крестьянское восстание в графстве Ривагорса (южный склон Пиренеев).
- Образование Марокканской компании в Англии.
- По привилегию короля Стефана Батория киевский воевода Острожский Константин Константинович возвёл детинец дерево-земляной замок в Переяславле. Тогда же город получил Магдебургское право и стал центром Киевского воеводства Речи Посполитой[16].

## Русское государство
Царствование: 1584—1598 — Фёдор Иванович
- 1581—1585 — Третья черемисская война[17].
- Февраль — Фёдор Иванович принимает в Московском кремле литовского посла Л. Сапега[18].
- Май — в связи с болезнью Фёдора Ивановича, в его окружении, ведутся тайные переговоры о том, чтобы в случае смерти царя его вдова Ирина Фёдоровна могла выйти замуж за одного из братьев императора Священной Римской империи Рудольфа II, который и стал бы русским царём[19].
  - Лето — Фёдор Иванович выздоравливает, однако бездетность царя, при его физической слабости, продолжает беспокоить его окружение[19].
- Ермак Тимофеевич, стремившийся наладить устойчивые торговые связи с государствами Средней Азии, во главе отряда двинулся к Иртышу навстречу бухарским купцам, которых хан Кучум не пропускал к Кашлыку. Не встретив их, повернул обратно и заночевал близ устья реке Вагай (по другим данным в Вагайской излучине Иртыша, возможно на острове)[20].
  - Август — Ермак с казаками попал в засаду и утонул в Иртыше[21] (по другим данным в устье р. Вагай). часть отряда была перебита, а другая обратилась в бегство[20][22].
  - Узнав о гибели своего предводителя, его отряд в 90 человек под началом головы И. Глухого через Уральские горы вернулась в Пермский край. Тело Ермака Тимофеевича найденное через неделю после его гибели, татары и остяки похоронили под сосной на Баишевском кладбище у Епанчиных юрт[20].
  - Сын хана Кучума — Алей захватил город Сибирь (Кашлык), но вскоре был оттуда выбит беком Саид Ахмедом (Сейид-Ахмад-бек, Сейдяк) из династии Тайбугидов, который владел городом до 1587 года и ставший новым противником Кучума и его родственников[21][22].
  - В Сибирь был отправлен воевода Иван Мансуров с войском стрельцов и зазимовал в устье реки Иртыш[21].
- В Москву прибывает турецкое посольство с целью просить Государя выдать султану сына крымского хана Мурата[23].
- 28 декабря (7 января 1586) — делегации Швеции и Русского государства подписывают второе Плюсское перемирие (первое в 1583 году) на 4 года[24].
- Борис Фёдорович Годунов примеряется с Шуйскими, назвался сыном первейшему боярину Ивану Фёдоровичу Мстиславскому (см. 1586 год)[25].
- Пожалование Думным дворянином: Клешнин Андрей Петрович[26].
- Пожалованы окольничеством: Бутурлин Иван Михайлович, Засекин Борис Петрович, Колычев Иван Фёдорович Крюк[26].
- Пожалованы боярством: Трубецкой Тимофей Романович, Сицкий Иван Васильевич[26], Глинский Иван Михайлович (ум. 1601)[27].
- На службу Государю выехали родоначальники дворянских родов: Ланские и графы Ланские, Жихаревы[28].

### Города и поселения
- Осень — для защиты от набегов крымских и ногайских татар, под руководством воеводы Сабурова-Папина Семёна Фёдоровича, основана крепость Воронеж[29][30] (по другим данным — 1586 год).
- 1585—1587 — в построенный в 1583/1584 годах город-порт Архангельск переведены все английские и голландские торговые фактории (первоначально портовое поселение называлось Новый порт (Новый город), Новые Холмогоры (Новохолмогоры), Новый Холмогорский город)[31].
- Под руководством Литвинова-Мосальского Василия Васильевича и головы Хлопова Т. И. обновлена крепость Мосальск[32].
- Стародуб-Ряполовский впервые упомянут, как село Клязьминский Городок[33].
- 1582—1589 — строительство каменного Астраханского кремля (см. 1558 год)[34].

### Акты и грамоты
- 23 мая — отписка великого князя Симеона Бекбулатовича о посылке им по государеву указу детей боярских тверитян и новоторжевцев на службу в Великий Новгород, с приложением их списка[35].

### Руководители приказов
| Года      | Приказ            | Ф,И,О главы                 | Примечания |
| --------- | ----------------- | --------------------------- | ---------- |
| 1577-1594 | Разрядный приказ  | Щелкалов Василий Яковлевич  |            |
| 1570-1594 | Посольский приказ | Щелкалов Андрей Яковлевич   |            |
| 1570-1588 | Казанского дворца | Щелкалов Андрей Яковлевич   |            |
| 1584-1597 | Большого дворца   | Годунов Григорий Васильевич | Боярин     |

## Начало правления
См.также: Список глав государств в 1585 году
- 1585—1590 — Папа римский Сикст V (1529—1590).
- 1585—1635 — правление в Ливане маанидского эмира Фахр-ад-дина II (1572—1635).
- 1585—1625 — Штатгальтер Голландии и Зеландии Мориц Оранский.

## Наука и искусство
- Фламандец Симон Стевин издаёт книгу «Десятая» о правилах действий с десятичными дробями, после чего десятичная система одерживает окончательную победу и в области дробных чисел.

## Родились

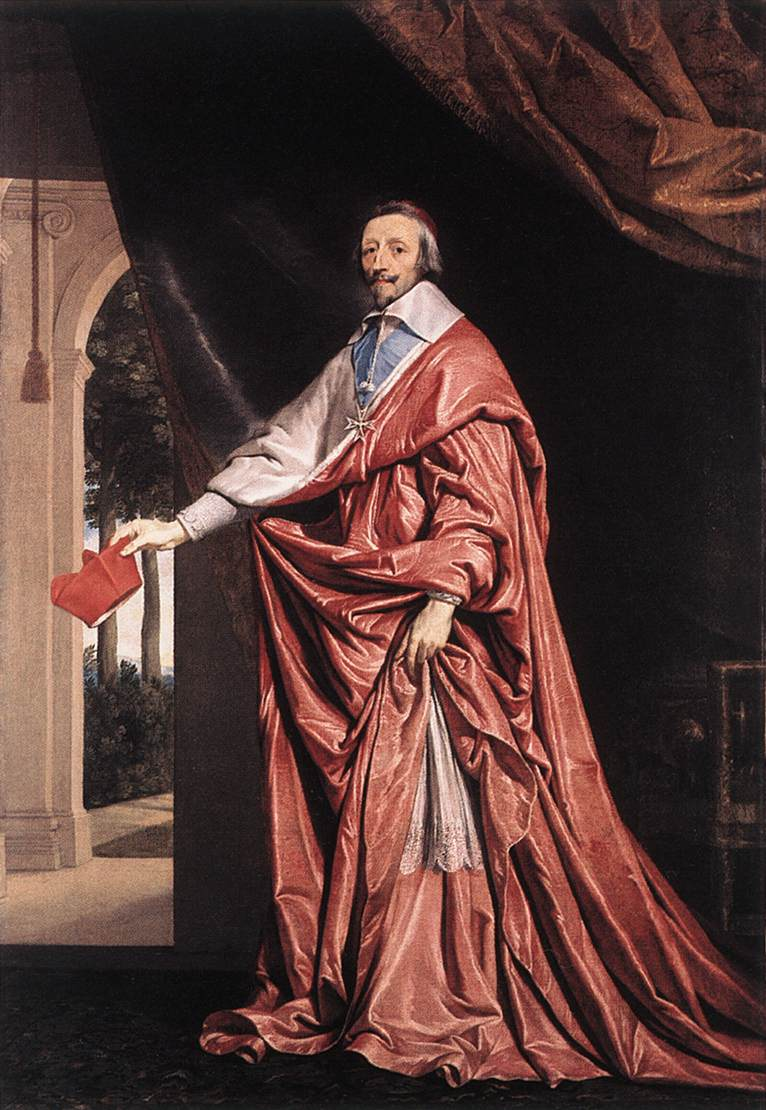
Изображение кардинала Ришельё

См. также: Категория:Родившиеся в 1585 году
- Аверкамп, Хендрик — нидерландский живописец.
- Акоста, Уриель — голландский философ, предшественник Баруха Спинозы.
- Анна Тирольская — эрцгерцогиня австрийская, жена Матвея, императора Священной Римской империи. В этом браке она была императрицей-консорт Священной Римской Империи, королевой-консорт Германии, Венгрии и Богемии.
- Бредеро, Гербранд Адрианс — нидерландский поэт и драматург.
- Ванини, Джулио Чезаре — итальянский философ.
- Горн, Эверт — шведский полководец, штатгальтер Нарвы, Яма, Копорья и Ивангорода (с 1613), фельдмаршал. Представитель младшей ветви дворянского рода Горнов, брат Густава Горна.
- Иоганн-Георг I — курфюрст Саксонии с 1611 по 1656 год, из альбертинской линии Веттинов.
- Лемер, Якоб — голландский мореплаватель.
- Лемерсье, Жак — первый королевский архитектор при дворе Людовика XIII, умело соединявший в своём творчестве принципы классицизма и барокко.
- Миямото Мусаси — легендарный японский ронин, считается одним из самых известных фехтовальщиков в истории Японии.
- Радзивилл, Христофор (младший) — общественный и государственный деятель Речи Посполитой, представитель биржанской линии Радзивиллов.
- Ришельё, Арман Жан дю Плесси — кардинал Римско-католической церкви, аристократ и государственный деятель Франции . Кардинал Ришельё был государственным секретарём с 1616 года и главой правительства («главным министром короля») с 1624 по 1642 год.
- Рольф, Джон — один из ранних английских поселенцев в Северной Америке, успешный табачный плантатор. Был женат на индейской принцессе Покахонтас, дочери вождя племени Поухатанов.
- Цизат, Иоганн Баптист — швейцарский учёный-иезуит, астроном, математик и архитектор.
- Шютц, Генрих — немецкий композитор, органист и музыкальный педагог.
- Янсений, Корнелий — знаменитый голландский епископ, основатель католического богословского учения, известного как янсенизм.

## Скончались

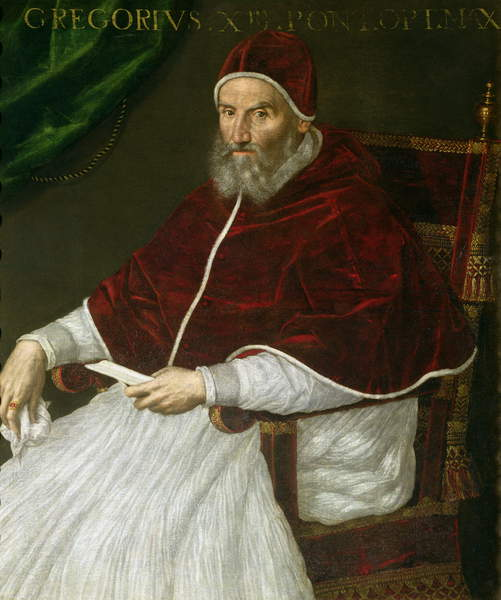
Изображение папы римского Григория XIII

См. также: Категория:Умершие в 1585 году
- 6 (16) августа — Ермак Тимофеевич, казачий атаман, покоритель Сибири.
- Аккорамбони, Виттория — итальянка, жена Франческо Перетти, племянника папы римского Сикста V, во втором браке жена Паоло Джордано Орсини, герцога Браччиано. Трагическая судьба Виттории, при жизни потерявшей обоих мужей и погибшей от рук наёмных убийц, стала основой для сюжетов многих литературных произведений.
- Анна Датская — супруга саксонского курфюрста Августа, дочь датского короля Кристиана III, мать саксонского курфюрста Кристиана I.
- Габриели, Андреа — итальянский композитор и органист позднего Ренессанса, дядя Джованни Габриели.
- Григорий XIII — папа римский с 13 мая 1572 по 10 апреля 1585 года. С его именем связано введение, григорианского календаря, разработанного Христофором Клавиусом.
- Делагарди, Понтус — шведский полководец и дипломат французского происхождения. Барон Экхольм (с 1571), член риксрода, губернатор Эстляндии (1574—1575), губернатор Лифляндии и Ингерманландии (1583—1585). Основатель шведского дворянского рода Делагарди.
- Додунс, Ремберт — знаменитый нидерландский ботаник, врач, а также географ и астроном.
- Камбьязо, Лука — итальянский художник-маньерист.
- Ронсар, Пьер де — знаменитый французский поэт XVI века. Возглавлял объединение «Плеяда», проповедовавшее обогащение национальной поэзии изучением греческой и римской литератур.
- Таллис, Томас — английский композитор и органист.